# Línea 23 (TUC Pamplona)
| 23 | Kordobila — Bianako Printzea ↔ Itaroa — Olloki Cordovilla — Príncipe de Viana ↔ Itaroa — Olloqui |

La línea 23 del Transporte Urbano Comarcal de Pamplona (EHG/TUC) es una línea de autobús urbano que conecta Cordovilla con Olloqui a través de Pamplona.
A lo largo de su recorrido conecta lugares importantes como el Polígono de Olloki, el Centro Comercial Itaroa, la Ciudad de la Innovación, el Colegio Oficial de Médicos de Navarra, la plaza de las Merindades, la plaza Príncipe de Viana, la estación de autobuses de Pamplona, la plaza de los Fueros, la Ciudadela de Pamplona y la Universidad de Navarra.

## Historia
La línea abrió como consecuencia del II Plan de Transporte Urbano de la Camarca de Pamplona-Iruñerria, promovido por el Gobierno de Navarra en el año 2009. Unía entonces la avenida San Ignacio con Itaroa y Olloqui.
En enero de 2013 se añadieron dos paradas en la zona del Soto de Lezcairu, para sustituir a la línea 13.
En septiembre de 2013 se añadieron dos paradas en Huarte.
En septiembre de 2017 se eliminó el paso por Lezcairu, donde pasa a dar servicio la línea 22.
En septiembre de 2018 la línea se amplió al oeste hasta la localidad de Cordovilla, sustituyendo a la extensión de la línea 5.
Asimismo se añadieron dos paradas más en Sarriguren, cerca de la nueva zona comercial.

## Explotación

### Frecuencias
La línea está operativa todos los días del año. Estas son las frecuencias:
- Laborables: 60' (de 06:25 a 22:25)
- Sábados, domingos y festivos:

### Recorrido
Según los días, los autobuses realizan un recorrido u otro. Estos son los recorridos:
- Laborables: Cordovilla ↔ Olloqui
- Sábados, domingos y festivos: Cordovilla → Olloqui //  Príncipe de Viana ↔ Olloqui // Itaroa → Cordovilla

## Paradas
|  | Parada                                         | Parada | Parada | Parada | Parada                                                | Municipio  | Correspondencia                          |  |
|  | ---------------------------------------------- | ------ | ------ | ------ | ----------------------------------------------------- | ---------- | ---------------------------------------- |  |
|  | Calle Esquiroz (frente El Centro)              |        | •      |        | Ezkirotz Kalea (El Centroren parean)                  | Cordovilla |                                          |  |
|  | Universidad de Navarra (Colegio Mayor Mendaur) |        | •      |        | Nafarroako Unibertsitatea (Mendaur Ikastetxe Nagusia) | Pamplona   | 5                                        |  |
|  | Calle de Esquíroz nº31                         |        | •      |        | Ezkirotzeko Kalea 31                                  | Pamplona   | 2 5 19                                   |  |
|  | Avenida de Sancho el Fuerte nº25               |        | •      |        | Antso Azkarren Etorbidea nº25                         | Pamplona   | 1                                        |  |
|  | Calle Abejeras (frente nº12)                   |        | •      |        | Abejeras Kalea (12aren parean)                        | Pamplona   | 1 2                                      |  |
|  | Avenida de Zaragoza nº13                       |        | •      |        | Zaragozako Etorbidea 13                               | Pamplona   | 1 2 5 11                                 |  |
|  | Plaza del Príncipe de Viana nº2-3              |        | ■      |        | Bianako Printzearen Plaza 2-3                         | Pamplona   | 1 2 3 4 5 8 9 10 11 12 15 17 18 20 21 25 |  |
|  | Avenida de la Baja Navarra nº14                |        | ■      |        | Bexe Nafarroako Etorbidea 14                          | Pamplona   | 1 2 3 4 5 6 8 9 10 11 12 17 18 20 22 25  |  |
|  | Avenida de la Baja Navarra nº34                |        | ■      |        | Bexe Nafarroako Etorbidea 34                          | Pamplona   | 4 10 12 18 20 22                         |  |
|  | Avenida de la Baja Navarra nº64                |        | ■      |        | Bexe Nafarroako Etorbidea 64                          | Pamplona   | 4 10 12 18 20                            |  |
|  | Carretera Sarriguren (Calle Fuente de la Teja) |        | ■      |        | Sarrigurengo Errepidea (Teilako Iturria Kalea)        | Pamplona   | 18 19 20                                 |  |
|  | Carretera Sarriguren (frente nº11)             |        | ■      |        | Sarrigurengo Errepidea (11aren parean)                | Pamplona   | 18 19 20                                 |  |
|  | Carretera Sarriguren (Mendillorri)             |        | ■      |        | Sarrigurengo Errepidea (Mendillorri)                  | Pamplona   | 12 18 20                                 |  |
|  | Carretera Sarriguren (Rotonda Areta)           |        | ■      |        | Sarrigurengo Errepidea (Areta Birbilgunea)            | Sarriguren | 18 20                                    |  |
|  | Avenida de Olaz (frente Salesianos)            |        | ■      |        | Olatzeko Etorbidea (Salesianosaren parean)            | Sarriguren |                                          |  |
|  | Carretera de Huarte (Polideportivo)            |        | ■      |        | Uharteko Errepidea (Kirolgunea)                       | Olaz       | 20                                       |  |
|  | Centro Comercial Itaroa                        |        | ■      |        | Itaroa Merkaritzagunea                                | Huarte     |                                          |  |
|  | Carretera de Zubiri (Polígono Olloqui)         |        | •      |        | Zubiriko Errepidea (Olloki Industrialdea)             | Olloqui    |                                          |  |
|  | Calle Asketa (frente nº3)                      |        | •      |        | Asketa Kalea (3aren parean)                           | Olloqui    |                                          |  |
|  | Avenida de Esteribar nº273                     |        | •      |        | Esteribarko Etorbidea 273                             | Olloqui    |                                          |  |
|  |                                                |        |        |        |                                                       |            |                                          |  |
|  | Avenida de Esteribar nº273                     |        | •      |        | Esteribarko Etorbidea 273                             | Olloqui    |                                          |  |
|  | Avenida de Esteribar nº105                     |        | •      |        | Esteribarko Etorbidea 105                             | Olloqui    |                                          |  |
|  | Avenida de Esteribar (Calle Asketa)            |        | •      |        | Esteribarko Etorbidea (Asketa Kalea)                  | Olloqui    |                                          |  |
|  | Carretera de Zubiri (Polígono Olloqui)         |        | •      |        | Zubiriko Errepidea (Olloki Industrialdea)             | Olloqui    |                                          |  |
|  | Calle Intxaurdia nº2-4                         |        | •      |        | Intxaurdia Kalea 2-4                                  | Huarte     |                                          |  |
|  | Centro Comercial Itaroa                        |        | ■      |        | Itaroa Merkaritzagunea                                | Huarte     |                                          |  |
|  | Carretera de Huarte (frente Polideportivo)     |        | ■      |        | Uharteko Errepidea (Kirolgunearen parean)             | Olaz       | 20                                       |  |
|  | Avenida de Olaz (Salesianos)                   |        | ■      |        | Olatzeko Etorbidea (Salesianos)                       | Sarriguren |                                          |  |
|  | Carretera Sarriguren (Calle Roma)              |        | ■      |        | Sarrigurengo Errepidea (Erroma Kalea)                 | Sarriguren | 18 20                                    |  |
|  | Carretera Sarriguren (Polígono Erripagaña)     |        | ■      |        | Sarrigurengo Errepidea (Erripagaña Industrialdea)     | Pamplona   | 12 18 20                                 |  |
|  | Carretera Sarriguren nº11                      |        | ■      |        | Sarrigurengo Errepidea 11                             | Pamplona   | 18 19 20                                 |  |
|  | Carretera Sarriguren (Calle Fuente de la Teja) |        | ■      |        | Sarrigurengo Errepidea (Teilako Iturria Kalea)        | Pamplona   | 18 19 20                                 |  |
|  | Avenida de la Baja Navarra (frente Seminario)  |        | ■      |        | Bexe Nafarroako Etorbidea (Apaizgaitegiaren parean)   | Pamplona   | 4 10 12 18 20                            |  |
|  | Avenida de la Baja Navarra nº28                |        | ■      |        | Bexe Nafarroako Etorbidea 28                          | Pamplona   | 4 10 12 18 20 22                         |  |
|  | Plaza de las Merindades                        |        | ■      |        | Merindadeen Plaza                                     | Pamplona   | 1 2 3 4 5 6 8 9 10 11 12 17 18 20 22 25  |  |
|  | Plaza del Príncipe de Viana nº2-3              | ;      | •      |        | Bianako Printzearen Plaza 2-3                         | Pamplona   | 1 2 3 4 5 8 9 10 11 12 15 17 18 20 21 25 |  |
|  | Avenida de Zaragoza nº6-8                      |        | •      |        | Zaragozako Etorbidea 6-8                              | Pamplona   | 1 2 3 4 5 8 9 10 11 12 15 17 18 20 21 25 |  |
|  | Avenida de Zaragoza (frente nº13)              |        | •      |        | Zaragozako Etorbidea (13aren parean)                  | Pamplona   | 1 2 5 11                                 |  |
|  | Avenida de Sancho el Fuerte (frente nº1)       |        | •      |        | Antso Azkarraren Etorbidea (1aren parean)             | Pamplona   | 1 2                                      |  |
|  | Avenida de Sancho el Fuerte (frente nº21)      |        | •      |        | Antso Azkarraren Etorbidea (21aren parean)            | Pamplona   | 1 2                                      |  |
|  | Calle de Esquíroz nº6                          |        | •      |        | Ezkirotzeko Kalea 6                                   | Pamplona   | 2                                        |  |
|  | Calle de Esquíroz (Calle Iturrama)             |        | •      |        | Ezkirotzeko Kalea (Iturrama Kalea)                    | Pamplona   | 2 5 19                                   |  |
|  | Universidad de Navarra (Colegio Mayor Mendaur) |        | •      |        | Nafarroako Unibertsitatea (Mendaur Ikastetxe Nagusia) | Pamplona   | 5                                        |  |
|  | Calle Esquiroz (frente El Centro)              |        | •      |        | Ezkirotz Kalea (El Centroren parean)                  | Cordovilla |                                          |  |

## Tráfico
| Año  | Pasajeros | Variación |
| ---- | --------- | --------- |
| 2018 | 175 159   | ▲ 32,7%   |
| 2019 | 232 357   | ▲ 32,7%   |

## Futuro
Está prevista la construcción de una parada más en Huarte, cerca del Panadero de Eugi. Actualmente, la marquesina está construida, pero carece de cartelería, por lo que aún no está en servicio.